# Federal Highway Administration
Die Federal Highway Administration (FHWA) ist Teil des Verkehrsministeriums der Vereinigten Staaten, welche für das Netz der Fernverkehrsstraßen zuständig ist. Sie unterstützt sowohl die Regierungen der Bundesstaaten wie auch lokale Behörden bei Planung, Bau und Unterhalt der Highways und ist dafür zuständig, dass sich diese in einem technisch einwandfreien und sicheren Zustand befinden. Die finanzielle und technische Hilfe erfolgt durch zwei Programme: das Federal Aid Highway Program, welches für die nationalen Fernverkehrsstraßen zuständig ist, und das Federal Lands Highway Program, welches für Fernverkehrsstraßen auf Land in staatlichen Besitz und in den von Indianerstämmen verwalteten Gebieten zuständig ist.

## Geschichte
1893 wurde das Office of Road Inquiry (ORI, dt. Amt für Straßenfragen) gegründet. 1905 wurde der Name der Behörde in Office of Public Roads (OPR, dt. Amt für öffentliche Straße) umbenannt und dieses dem Landwirtschaftsministerium zugeordnet. Der Name wurde 1915 zu Bureau of Public Roads (BPR) geändert und 1939 zu Public Roads Administration (PRA, dt. Behörde für öffentliche Straßen), wobei diese nun zur Federal Works Agency wechselte. Als diese 1949 aufgelöst wurde, änderte der Name zurück zu Bureau of Public Roads (BPR) und die Abteilung wechselte zum Handelsministerium.
Die Federal Highway Administration wurde am 15. Oktober 1966 geschaffen und übernahm am 1. April 1967 die Funktionen des Bureau of Public Roads.
Ab dem Jahr 2011 wurde die Every Day Counts Initiative praktisch umgesetzt. Das Rahmenprogramm soll den US-amerikanischen Straßenbau bis 2020 reformieren.

## Aufgaben
Im Rahmen des Federal Aid Highway Programs überwacht das FHWA die Verwendung der aus dem Highway Trust Fund stammenden Mineralölsteuergelder zum Bau und Unterhalt des nationalen Fernstraßennetzes. Dazu gehören die Interstate Highways, die United States Highways und die meisten State Routes. Das FHWA entscheidet, über die Unterstützungswürdigkeit der einzelnen Projekt, überwacht deren Abwicklung und die Einhaltung der Baunormen.
Im Rahmen des Federal Lands Highway Programs plant und baut das FHWA Straßen für verschiedene andere staatliche Behörden, welche öffentliches Land verwalten, wie zum Beispiel den United States Forest Service oder den National Park Service.
Zusätzlich zu den obigen Programmen betreibt das FHWA Forschung in den Gebieten Straßenverkehrssicherheit, Verkehrsstau und Straßenbautechnik. Das FHWA beteiligt sich auch am Local Technical Assistance Program (LTAP), welches mit Hilfe von Technologietransferzentren die Forschungsergebnisse den lokalen Behörden zur Verfügung stellt.
Das FHWA ist die Herausgeberin des Manual on Uniform Traffic Control Devices (MUTCD), welches das Aussehen der Verkehrszeichen, Ampeln und Fahrbahnmarkierungen festlegt. Zu den Aufgaben des FHWA gehört auch die Führung der Straßenverkehrsstatistik.